# یوشی‌آکی آراتا
 یوشی‌آکی آراتا (انگلیسی: Yoshiaki Arata؛ زاده ۶ آوریل ۱۹۲۴ - درگذشته ۵ ژوئن ۲۰۱۸) یک دانشمند اهل ژاپن بود.